# 29 avril 2014
Le mardi 29 avril 2014 est le 119e jour de l'année 2014.

## Décès
- Al Feldstein (né le 24 octobre 1925), scénariste, dessinateur et rédacteur en chef de comics américain
- Aleksandra Dranka (née le 3 octobre 1903), supercentenaire polonaise
- Beverly Baker (née le 13 mars 1930), joueuse de tennis américaine
- Bob Hoskins (né le 26 octobre 1942), acteur britannique
- Edgars Vinters (né le 22 septembre 1919), peintre letton
- Frank Budd (né le 20 juillet 1939), athlète et joueur américain de football américain
- Nilto Maciel (né le 30 janvier 1945), écrivain brésilien
- Reuven Feuerstein (né le 21 août 1921), pédagogue israélien
- Tahar Chaïbi (né le 17 février 1946), joueur tunisien de football

## Événements
- Éclipse solaire annulaire
- Exécution de Clayton Lockett
- Début de la série 14 - Des armes et des mots
- Sortie du jeu vidéo Child of Light
- Sortie du jeu vidéo Daylight
- Sortie du single Eez-eh du groupe de rock britannique Kasabian
- Sortie de l'album studio de Styles P. : Phantom and the Ghost
- Sortie du film documentaire Red Lines
- Sortie du second album studio de la violoniste américaine Lindsey Stirling : Shatter Me